# Maundia triglochinoides
Maundia triglochinoides är en sältingväxtart som beskrevs av Ferdinand von Mueller. Maundia triglochinoides ingår i släktet Maundia och familjen sältingväxter. Inga underarter finns listade.